# Phesatiodes fuscosignatus
Phesatiodes fuscosignatus är en skalbaggsart som beskrevs av Hüdepohl 1995. Phesatiodes fuscosignatus ingår i släktet Phesatiodes och familjen långhorningar.
Artens utbredningsområde är Filippinerna. Inga underarter finns listade i Catalogue of Life.